# 衣清河涅儋
衣清河涅儋，另译伊青河妮柯然或衣青何聂克仁，埃地族，越南政治家。越南共产党第十三届中央委员会，第十五届越南国会常务委员会委员，第十五届越南国会民族委员会委员。